# Quiet Is Violent World Tour
Quiet Is Violent World Tour (reso graficamente come quiet is viølent World Tour) è il terzo tour del duo musicale statunitense Twenty One Pilots, a supporto del loro terzo album in studio Vessel.

## Storia
A gennaio 2014, i Twenty One Pilots si sono uniti ai Paramore nel loro Paramore World Tour come artisti d'apertura per la tappa in Oceania. Per il resto dell'anno, il duo ha continuato ad esibirsi in brevi tour promozionali e in occasione di festival come il Pinkpop Festival, con concerti in Australia e Asia nel mese di agosto. Il 5 maggio dello stesso anno, è stato annunciato il Quiet Is Violent World Tour, previsto per l'autunno successivo e con date in Nord America ed Europa.

## Scaletta
1. Guns for Hands
2. Migraine
3. Ode to Sleep
4. Screen
5. Bugatti (cover del brano di Ace Hood)
6. Drunk In Love (cover del brano di Beyoncé)
7. Can't Help Falling in Love (cover del brano di Elvis Presley)
8. House of Gold
9. Fall Away
10. Addict with a Pen
11. Holding on to You
12. Semi-Automatic
13. Kitchen Sink
14. The Run and Go
15. Car Radio
16. Trees
17. Truce

## Date
| Data              | Città             | Stato       | Luogo                      |
| ----------------- | ----------------- | ----------- | -------------------------- |
| Nord America      |                   |             |                            |
| 4 settembre 2014  | Columbus          | Stati Uniti | LC Pavilion                |
| 5 settembre 2014  | Columbus          | Stati Uniti | LC Pavilion                |
| 6 settembre 2014  | Pittsburgh        | Stati Uniti | Stage AE                   |
| 7 settembre 2014  | Boston            | Stati Uniti | Boston Calling             |
| 9 settembre 2014  | Clifton Park      | Stati Uniti | Upstate Concert Hall       |
| 10 settembre 2014 | Rochester         | Stati Uniti | Main Street Armory         |
| 11 settembre 2014 | Cleveland         | Stati Uniti | Jacobs Pavilion at Nautica |
| 16 settembre 2014 | Memphis           | Stati Uniti | Minglewood Hall            |
| 18 settembre 2014 | Orlando           | Stati Uniti | House of Blues             |
| 19 settembre 2014 | Birmingham        | Stati Uniti | Iron City                  |
| 21 settembre 2014 | Nashville         | Stati Uniti | Marathon Music Works       |
| 23 settembre 2014 | Washington D.C.   | Stati Uniti | 9:30 Club                  |
| 25 settembre 2014 | New York          | Stati Uniti | Terminal 5                 |
| 27 settembre 2014 | Filadelfia        | Stati Uniti | Tower Theater              |
| 28 settembre 2014 | Filadelfia        | Stati Uniti | Tower Theater              |
| 1º ottobre 2014   | Grand Rapids      | Stati Uniti | Orbit Room                 |
| 2 ottobre 2014    | Detroit           | Stati Uniti | The Fillmore               |
| 3 ottobre 2014    | Chicago           | Stati Uniti | Aragon Ballroom            |
| 4 ottobre 2014    | Milwaukee         | Stati Uniti | The Rave                   |
| 5 ottobre 2014    | Ames              | Stati Uniti | Iowa State University      |
| 7 ottobre 2014    | Tucson            | Stati Uniti | Rialto Theatre             |
| 8 ottobre 2014    | Los Angeles       | Stati Uniti | Hollywood Palladium        |
| 10 ottobre 2014   | Seattle           | Stati Uniti | Neptune Theatre            |
| 11 ottobre 2014   | Portland          | Stati Uniti | Roseland Theater           |
| 12 ottobre 2014   | Spokane           | Stati Uniti | Knitting Factory           |
| 13 ottobre 2014   | Vancouver         | Canada      | Rio Theatre                |
| 16 ottobre 2014   | Dallas            | Stati Uniti | House of Blues             |
| 18 ottobre 2014   | Austin            | Stati Uniti | Stubbs                     |
| 19 ottobre 2014   | Houston           | Stati Uniti | House of Blues             |
| Europa            |                   |             |                            |
| 6 novembre 2014   | Vienna            | Austria     | Flex                       |
| 7 novembre 2014   | Monaco di Baviera | Germania    | Ampere                     |
| 8 novembre 2014   | Colonia           | Germania    | Werkstatt                  |
| 10 novembre 2014  | Amsterdam         | Paesi Bassi | Paradiso                   |
| 11 novembre 2014  | Anversa           | Belgio      | Trix Club                  |
| 12 novembre 2014  | Parigi            | Francia     | Maroquinerie               |
| 14 novembre 2014  | Londra            | Regno Unito | Electric                   |
| 16 novembre 2014  | Dublino           | Irlanda     | The Academy                |
| 17 novembre 2014  | Belfast           | Regno Unito | Mandela Hall               |
| Nord America      |                   |             |                            |
| 21 novembre 2014  | Città del Messico | Messico     | El Plaza Condesa           |